# Yutaro Abe
Yutaro Abe (født 5. oktober 1984) er en japansk fodboldspiller.
Han har spillet for flere forskellige klubber i sin karriere, herunder Yokohama F. Marinos og Montedio Yamagata.